# Comuna Obîciv, Prîlukî
Obîciv (în ucraineană Обичів) este o comună în raionul Prîlukî, regiunea Cernihiv, Ucraina, formată din satele Obîciv (reședința), Radkivka și Zaudaika.

## Demografie
Componența lingvistică a comunei Obîciv
     Ucraineană (97,65%)
     Rusă (2,11%)
     Alte limbi (0,25%)
Conform recensământului din 2001, majoritatea populației comunei Obîciv era vorbitoare de ucraineană (97,65%), existând în minoritate și vorbitori de rusă (2,11%).